# Взгляды Илона Маска
Илон Маск является генеральным директором или владельцем нескольких компаний, включая Tesla, SpaceX и X Corp., и высказывал множество мнений по самым разным темам, начиная от политики и заканчивая наукой.
Илона Маска часто называют либертарианцем, хотя он называет себя «политически умеренным». После пандемии COVID-19 его взгляды стали со временем все более правыми и консервативными. Маск заявил, что поддерживал Барака Обаму в 2008 и 2012 годах, Хиллари Клинтон в 2016 году, Джо Байдена в 2020 году и Дональда Трампа в 2024 году. В 2022 году Илон Маск заявил, что проголосует за кандидатов от Республиканской партии, продемонстрировав поддержку Вивеку Рамасвами на Праймериз Республиканской партии США (2024). Он заявил, что поддерживает идею о безусловном базовом доходе, право на хранение и ношение оружия, свободу слова, углеродный налог и выступает против государственных субсидий. Он также является критиком нелегальной иммиграции и коротких продаж.
Илон Маск выразил обеспокоенность по поводу проблем искусственного интеллекта, изменения климата и сокращения численности населения. Он также раскритиковал введение карантина из-за COVID-19, общественный транспорт и профсоюзы, а также пропагандировал теории заговора и делал противоречивые заявления, которые привели к обвинениям в сексизме, антисемитизме и трансфобии. Его взгляды на международные отношения, в том числе на китайско-тайваньские и российско-украинский конфликты, вызвали неоднозначную реакцию.

## Политика и выборы
Илона Маска характеризуют как либертарианца, тесно связанного с технолибертарианством, и совсем недавно был назван крайне правым в отношении европейской политики. Несмотря на критику Дональда Трампа и вражду с ним, Маск поддержал его на президентских выборах в США в 2024 году, сделав крупнейший финансовый вклад в его предвыборную кампанию. Вскоре после этого, по распоряжению Трампа, Маску был присвоен статус «специального государственного служащего» в качестве официального представителя DOGE. Называя себя «абсолютным представителем свободы слова», Маск регулярно критикует американскую и европейскую иммиграционную политику, а его взгляды на проблемы трансгендеров, расы и еврейских общин остаются неоднозначными.

### Политика США

#### Как частное лицо
В 2014 году Илон Маск называл себя «наполовину демократом, наполовину республиканцем» и «где-то посередине, социально либеральным и финансово консервативным». В 2018 году он заявил, что «не является консерватором. Я зарегистрирован как независимый [и] политически умеренный». В 2022 году он заявил, что «исторически подавляющее большинство его избирателей голосовали за демократов», но на предстоящих выборах намерен голосовать за республиканцев. Вдохновлённый появлением искусственного интеллекта, Илон Маск высказался в поддержку всеобщего базового дохода; он также поддерживал прямую демократию и заявил, что, по его мнению, правительство на Марсе будет демократическим. Он поддерживает введение инклюзивной налоговой ставки в размере 40 %, предпочитает налог на потребление подоходному налогу и поддерживает налог на недвижимость, поскольку «вероятность того, что потомки будут одинаково хорошо распределять капитал, невелика».
В интервью газете The Washington Post Илон Маск заявил, что он является «значительным (хотя и не самым) донором для демократов», но также щедро поддерживает республиканцев деньгами. Маск также заявил, что политические взносы являются обязательным условием для того, чтобы иметь право голоса в правительстве США. В отчёте Sunlight Foundation за 2012 год, беспартийной группы, отслеживающей государственные расходы, говорится, что с 2002 года SpaceX потратила более 4 миллионов долларов на лоббирование в Конгрессе США и более 800 000 долларов на политические пожертвования демократам и республиканцам. В том же отчёте говорится, что «кампания SpaceX по завоеванию политической поддержки была систематической и неявной», «в отличие от большинства технологических стартапов, SpaceX поддерживает значительное лоббистское присутствие в Вашингтоне почти с первого дня». Что касается конкретно Илона Маска, «сам Маск пожертвовал около 725 000 долларов на различные кампании, проводимые с 2002 года. В 2004 году он пожертвовал 2000 долларов кампании по переизбранию Джорджа Уолкера Буша, выделил более 100 000 долларов на кампанию по переизбранию Барака Обамы и пожертвовал 5000 долларов сенатору-республиканцу Марко Рубио, представляющий Флориду, штат, имеющий решающее значение для космической отрасли. […] В целом, Маск и SpaceX выделили около 250 000 долларов на предвыборный цикл 2012 года».
Илон Маск описал Соединённые Штаты Америки как «[бесспорно] величайшую страну, которая когда-либо существовала на Земле», назвав её «величайшей силой добра из всех, которые когда-либо существовали». Маск считает, что демократии больше не существовало бы, если бы не США, и говорит, что страна трижды предотвращали это исчезновение благодаря своему участию в Первой, Второй и холодной войне. Он также добавил, что, по его мнению, «было бы ошибкой говорить, что США идеальны, это определённо не так. Соединённые Штаты совершили много глупостей и плохих поступков».
В сентябре 2021 года в ответ на заявление губернатора Грега Эбботта о том, что тот поддерживает «социальную политику» Техаса, Илон Маск написал в Твиттере: «В целом, я считаю, что правительство редко должно навязывать свою волю людям и, делая это, должно стремиться максимизировать их совокупное счастье» и «Тем не менее, я считаю, что я бы предпочёл держаться подальше от политики».
В ноябре 2021 года Илоон Маск подвергся критике после того, как оскорбил сенатора США Берни Сандерса в Твиттере: Сандерс опубликовал сообщение в Twitter, в котором говорилось, что «мы должны требовать, чтобы сверхбогатые платили свою справедливую долю. Точка». На что Маск ответил: «Я всё время забываю, что ты всё ещё жив».

#### Президенты и кандидаты в президенты США
Перед избранием Дональда Трампа президентом Соединённых Штатов Америки в 2017 году Илон Маск раскритиковал Трампа, сказав: «Я всё больше убеждаюсь в том, что он, вероятно, не тот человек, который нужен. Не похоже, что он тот человек, который хорошо подходит США». После инаугурации Трампа Маск выразил одобрение выбору Трампом Рекса Тиллерсона на пост госсекретаря и позже принял участие в двух советах, консультирующих президента. Илон Маск впоследствии прокомментировал своё сотрудничество с Дональдом Трампом так: «Чем больше голосов разума услышит президент, тем лучше». Он ушёл из обоих деловых консультативных советов в июне 2017 года, всего через несколько месяцев, в знак протеста против решения Трампа вывести США из Парижского соглашения об изменении климата, заявив: «Изменение климата реально. Выход из Парижского соглашения не принесёт пользы ни Америке, ни миру». В январе 2017 года Илон Маск раскритиковал трамповский запрет на иммиграцию, заявив, что «полный запрет на въезд гражданам некоторых преимущественно мусульманских стран — не лучший способ решения проблем страны». В мае 2020 года, когда Илон Маск возобновил производство на сборочном заводе Tesla во время пандемии COVID-19, Трамп написал в Твиттере в поддержку Маска, за что тот приветствовал и публично поблагодарил его в Твиттере.
Илон Маск заявил, что голосовал за Хиллари Клинтон на президентских выборах в США в 2016 году и за Джо Байдена на президентских выборах в США в 2020 году. В июле 2022 года Дональд Трамп заявил, что Маск сказал ему, что голосовал за него в 2016 году, назвал его «дерьмовым художником» и назвал контракт Маска по покупке Твиттера «гнилым». Маск опроверг информацию о том, что он голосовал за Трампа, заявив, что «Трампу пора снять шляпу и уйти на закат», и что Трамп «слишком стар, чтобы быть главой исполнительной власти в чём бы то ни было, не говоря уже о Соединённых Штатах Америки». Впоследствии Дональд Трамп заявил в социальной сети Truth Social, что «когда Илон Маск пришёл в Белый дом и попросил меня о помощи по всем его многочисленным субсидируемым проектам, будь то электромобили, которые ездят недостаточно долго, автомобили без водителя, которые разбиваются, или ракеты, летящие в никуда, без субсидий он был бы бесполезен, и рассказывая мне, что он был большим поклонником Трампа и республиканцем, я мог бы сказать: „пади на колени и умоляй“, и он бы это сделал». Трамп также сказал, что «теперь Илону следует сосредоточиться на том, чтобы выпутаться из передряги в Твиттере, потому что он может задолжать 44 миллиарда долларов за что-то, что, возможно, ничего не стоит. Кроме того, большая конкуренция за электромобили!». После этого Маск написал в Твиттере «Lmaooo» в ответ на другого пользователя Твиттера, который опубликовал скриншот комментариев Трампа и ответил гифкой с изображением дедушки Симпсона, кричащего на облака. Согласно биографии Илона Маска от журналиста Уолтера Айзексона, опубликованной в 2023 году, он, по всей видимости, не голосовал на президентских выборах 2020 года, поскольку считал, что голосовать — пустая трата времени, поскольку Калифорния является неоспоримым демократическим штатом.
В августе 2019 года Илон Маск написал в Твиттере в поддержку кандидата в президенты от Демократической партии на выборах 2020 года Эндрю Яна, чья кампания вращалась вокруг сокращения рабочих мест, вызванного автоматизацией и искусственным интеллектом. Маск написал в Твиттере, что безусловный базовый доход, который поддерживает Янг, «очевидно необходим». Позже Маск поддержал самовыдвижение Канье Уэста на пост президента в июле 2020 года.
В сентябре 2021 года, после запуска космического корабля Inspiration4, Илон Маск высмеял президента Джо Байдена, когда его спросили, почему Байден до сих пор не поздравил миссию SpaceX и её гражданский экипаж.
В мае 2022 года Илон Маск заявил, что он «больше не может поддерживать» Демократическую партию, добавив, что «они стали партией разделения и ненависти». Позже он выразил желание голосовать за Республиканскую партию из-за поддержки Джо Байденом профсоюзов и его неспособности «многое сделать». В июне 2022 года Илон Маск проголосовал за Майру Флорес на внеочередных выборах, заявив, что это был первый раз, когда он проголосовал за представителя Республиканской партии. В ноябре 2022 года Маск написал в Твиттере, что поддержит Рона Десантиса на президентских выборах в США в 2024 году, если тот решит баллотироваться. В январе 2024 года Илон Маск принял участие в форуме с Биллом Экманом и кандидатом в президенты от Демократической партии, представителем Дина Филлипса. Во время форума, услышав о различных проблемах, с которыми Демократическая партия столкнулась в ходе предвыборной кампании Филлипса, Маск заявил: «Исключение кандидатов, особенно популярных, которые вполне жизнеспособны, из избирательных бюллетеней означает отказ общества от этого решения, что в корне антидемократично… Какая-то политическая партия не должна думать, что она знает больше общественности».
Сообщается, что Илон Маск пообещал выделять около 45 миллионов долларов в месяц на поддержку протрамповского PAC. 15 сентября 2024 года, после очередного покушения на Дональда Трампа, Маск написал: «И никто даже не пытается убить Байдена/Камалу». Получив негативную реакцию, Илон Маск удалил пост, заявив: «Один из уроков, который я усвоил, заключается в том, что если я говорю что-то группе и они смеются, это не значит, что это будет так же весело, как публикация на X».
В октябре 2024 года на митинге в Батлере, штат Пенсильвания, Илон Маск объявил президентские выборы решающими для сохранения демократии, заявив, что Дональд Трамп был единственным кандидатом, способным добиться этого. Надев чёрную кепку с надписью «Make America Great Again», он предупредил, что если Трамп проиграет, то это могут быть последние выборы. Это стало первым появлением Маска на мероприятии, посвящённом Трампу. Илон Маск позиционировал Трампа как защитника свободы слова, обвиняя демократов в угрозе различным правам, включая право голоса.

#### Работа на государственной службе
12 ноября 2024 года избранный президент Дональд Трамп назначил Илона Маска и Вивека Рамасвами руководителями нового Департамента эффективности правительства (DOGE). 26 ноября Маск написал в Твиттере: «Удалите CFPB. Слишком много регулирующих органов копируют друг друга».
19 декабря 2024 года сенаторы-республиканцы Рэнд Пол и Майк Ли, а также представитель Республиканской партии Марджори Тейлор Грин публично объявили, что они готовы поддержать кандидатуру Илона Маска на пост следующего спикера Палаты представителей США на выборах спикера Палаты представителей США в 2025 году.

### Свобода слова
|           | Elon Musk | через Twitter |
| @elonmusk |           |               |

англ. My commitment to free speech extends even to not banning the account following my plane, even though that is a direct personal safety risk

            Моя приверженность свободе слова распространяется даже на то, чтобы не блокировать учётную запись после моего полёта, хотя это представляет прямую угрозу личной безопасности.
        

        2022-11-06

В 2022 году Илон Маск отказался блокировать российские государственные СМИ в системе Starlink компании SpaceX в ответ на вторжение России в Украину, назвав себя «абсолютистом свободы слова». 14 апреля 2022 года Маск сделал предложение о покупке Твиттера, заявив: «Я инвестировал в Твиттер, поскольку верю в его потенциал стать платформой для свободы слова по всему миру, и я считаю, что свобода слова является общественным императивом для функционирующей демократии». Илон Маск определил для себя свободу слова как «то, что соответствует закону», утверждая, что корпоративная цензура речи не должна значительно выходить за рамки минимальных юридических требований, но что законные требования о цензуре должны соблюдаться.
С момента приобретения Маском Твиттер стал чаще одобрять запросы правительств на цензуру. Во время президентских выборов в Турции в 2023 году Твиттер ограничил доступ к контенту в Турции. В отчёте указано, что пострадали аккаунты, критикующие действующего президента Реджепа Тайипа Эрдогана, включая оппозицию и журналистов. Илон Маск выступил в защиту этого действия, заявив, что альтернативой было бы «полностью задушить [Твиттер]» и заявил, что это «нормально для всех интернет-компаний». твиттер также подвергал цензуре посты и блокировал аккаунты, критикующие премьер-министра Индии Нарендру Моди и его партию Бхаратия Джаната. При этом Маск заявил, что «у Твиттера нет выбора, кроме как подчиняться местным властям».
Илон Маск заявил, что социальная сеть Truth Social «существует потому, что Твиттер подвергает цензуре свободу слова», отметив, что в то время приложение по популярности превосходило Твиттер и Тикток в Apple Store. (Трамп создал платформу alt-tech после того, как Твиттер заблокировал его за подстрекательство к насилию после нападения на Капитолий США в 2021 году.) 10 мая 2022 года Илон Маск назвал решение о бане Трампа в Твиттере «морально неправильным» и заявил, что отменит бан Трампа, когда купит Твиттер. 19 ноября 2022 года, после опроса в Твиттере, в результате которого 51,8 % из более чем 15 миллионов проголосовали за отмену бана, он разбанил аккаунт Трампа.
В ноябре 2022 года Илон Маск написал в Твиттере, что он настолько привержен свободе слова, что не будет запрещать @ElonJet, аккаунт, который отслеживал общедоступные данные о полете частного самолёта Маска в режиме реального времени. В следующем месяце Маск изменил свою позицию, заблокировав аккаунт и нескольких журналистов, которые писали о нём, обвинив их в мошенничестве. Он также объявил, что подаст в суд на @ElonJet.
Илона Маска обвинили в попытке заглушить выступления некоторых критиков. Как сообщается, в 2021 году Tesla обратилась к китайскому правительству с просьбой заблокировать некоторые посты в социальных сетях, содержащие критику в адрес компании. Твиттер подал стратегические судебные иски против участия общественности в отношении некоторых критиков в США, а также в Германии. Маск также призвал привлечь к уголовной ответственности нескольких своих критиков.

### Право на хранение и ношение оружия
После массового убийство в начальной школе «Робб» Илон Маск заявил, что поддерживает «тщательную проверку» всех покупок оружия. Он также добавил, что поддерживает ограничение продажи штурмовых винтовок тем, кто живёт в местах «повышенного риска», где есть такие проблемы, как «бандитские разборки», и владельцам оружейных складов, добавив, что «для штурмовых винтовок, как минимум, должно требоваться специальное разрешение, при этом получатель должен быть тщательно проверен». Однако Маск сказал, что он «твёрдо» верит в то, что «право на ношение оружия является важной гарантией от потенциальной тирании правительства. Исторически сложилось так, что те, кто находился у власти, не допускали публичного владения оружием для сохранения своей власти над людьми».

### Иммиграция
В прошлом Илон Маск регулярно критиковал американскую и европейскую иммиграционную политику. Маск сталкивался с обвинениями в «антииммиграции» или распространении ложной информации об иммиграции, несмотря на то, что сам был иммигрантом и последовательно и публично высказывался в поддержку иммиграционной реформы, а также расширения и ускорения легальной иммиграции.

#### Визовая программа в США
Маск выступил в защиту использования виз H-1B для привлечения высококвалифицированных работников в США. Маск прибыл в США по визе H-1B. В декабре 2024 года, во время онлайн-дискуссии о том, следует ли реформировать визы H-1B, он сказал, что компаниям Кремниевой долины нужны иностранные работники, иммигрирующие через H-1B, потому что в Америке не хватает «сверхмотивированных» и «сверхталантливых инженеров». Это вызвало споры и критику со стороны противников иммиграции, которые считали, что ввоз иностранных рабочих негативно скажется на американских работниках. Берни Сандерс раскритиковал позицию Илона Маска, расценив её как поощрение импорта дешёвой рабочей силы.

### Раса и белый национализм
В феврале 2023 года, после расистских комментариев карикатуриста Скотта Адамса, в которых он описал чернокожих как группу ненависти и поощрял расовую сегрегацию, Илон Маск обвинил СМИ в расизме по отношению к другим расам и согласился с твитом, в котором говорилось, что «комментарии Адамса были не очень хорошими», но в них «была доля правды».
В мае 2023 года Илон Маск раскритиковал Джорджа Сороса в Твиттере после того, как инвестор продал небольшую долю акций Tesla. Маск сравнил Сороса с еврейским суперзлодеем Магнето. Когда другой пользователь раскритиковал его комментарий, заявив, что у Сороса были благие намерения, Илон Маск ответил: «Вы предполагаете, что это благие намерения. Это не так. Он хочет разрушить саму основу цивилизации. Сорос ненавидит человечество». Антидиффамационная лига (ADL) раскритиковала посты как антисемитские, отметив, что Сорос долгое время был объектом теорий заговора. Сотрудник Министерства иностранных дел Израиля раскритиковал Илона Маска и Твиттер за то, что они не борются с антисемитизмом. Министр по делам диаспоры и борьбы с антисемитизмом выступил в защиту Маска, заявив, что «Критика Сороса […] может быть чем угодно, но только не антисемитизмом». В интервью после последовавшей критики Илон Маск отрицал, что является антисемитом, но также заявил, что «я буду говорить то, что хочу, и если последствием этого будет потеря денег, пусть будет так». Когда на него надавили за антисемитские элементы в его комментариях, Маск ответил: «Я, во всяком случае, поддерживаю евреев».
Маск написал, что он не верит в то, что «все еврейские общины» пропагандируют диалектическую ненависть к белым людям, но сказал, что Антидиффамационная лига «несправедливо нападает на большинство стран Запада, несмотря на то, что они поддерживают еврейский народ и Израиль. Это происходит потому, что они не могут, исходя из своих собственных принципов, критиковать группы меньшинств, которые представляют для них главную угрозу. Я глубоко оскорблён их сообщениями и любых других групп, которые де-факто выступают против белого расизма или расизма любого рода». Он также написал в Твиттере, что его критика в адрес евреев относится не только к Антидиффамационной лиге: «Вы правы: это не распространяется на все еврейские общины, но и не ограничивается только ADL». На DealBook Summit 29 ноября 2023 года журналист Эндрю Росс Соркин задал Илону Маску вопрос об отзыве рекламодателей из X после его недавних публикаций. Он ответил: «Надеюсь, что они прекратят. Не распространяйся.» и «Если кто-то попытается шантажировать меня рекламой или деньгами, пусть пойдёт на хуй. Пойдёт нахуй, ясно? Надеюсь на это».
В августе 2024 года Илона Маска снова раскритиковали после того, как поделился мемом, «предположительно исламофобским». Впоследствии он поссорился с первым министром Шотландии Хамзой Юсуфом, который назвал его «одним из самых опасных людей на планете» и «опасным расистом, который должен ответить за свои действия». Маск ответил, что Юсуф — расистский «подонок», который «ненавидит белых людей». После слухов о том, что Юсуф собирается подать в суд, Илон Маск бросил ему вызов.

### Трудовые права
Илон Маск критиковал профсоюзы. В 2023 году на саммите New York Times DealBook Маск прокомментировал это так: «Я не согласен с идеей профсоюзов […]. Мне просто не нравится всё, что создаёт атмосферу противостояния лордов и крестьян. […] Профсоюзы, естественно, пытаются создать негативный климат в компании». В 2018 году Илон Маск написал в Твиттере: «Ничто не мешает команде Tesla на нашем автозаводе проголосовать за профсоюз … Но зачем платить профсоюзные взносы и отказываться от опционов на акции за бесценок?» в то время как профсоюз United Auto Workers (UAW) проводил кампанию на заводе Tesla во Фримонте, штат Калифорния.

### Обвинения в сексизме
Илон Маск распространил в Твиттере контент с комментарием «Интересное наблюдение» к риторическому заявлению о том, что «женщины и мужчины с низким уровнем интеллекта» не способны свободно мыслить, потому что они «не могут защитить себя физически […]. Свободно мыслить могут только альфа-самцы с высоким уровнем интеллекта и люди без психических заболеваний […] вот почему Республика мужчин с высоким статусом лучше всего подходит для принятия решений. Демократично, но демократия только для тех, кто свободен мыслить».

#### Мнение о женщинах в сфере технологий
В октябре 2021 года Илон Маск пошутил в Твиттере, что откроет новый университет под названием Texas Institute of Technology and Science, что соответствует аббревиатуре TITS (англ. Грудь). Шер Скарлетт, инженер-программист и одна из руководительниц группы #AppleToo по борьбе с домогательствами в компании Apple, обвинила Маска в том, что он вносит свой вклад в сексуализацию женщин в технологических компаниях, причём руководители высшего звена оказывают негативное влияние на корпоративную культуру. Джессика Барраза, производственный партнёр Tesla, подавшая иск в связи с инцидентами сексуального домогательства, которые были подтверждены The Washington Post, заявила, что культура работы на рабочих местах, в которой преобладают мужчины, описана в иске как напоминающая строительную площадку или студенческое братство, с частыми потискиваниями в заводских цехах, культивируется на самом верху компании; она процитировала вышеописанный пост Маска как пример для работников завода Tesla, которые несправедливы по отношению к женщинам, работающим там.

### Проблемы трансгендерных людей
Взгляды Илона Маска на проблемы трансгендерных людей вызвали споры. В прошлых интервью Маск выражал поддержку ЛГБТ-сообществу, а в 2020 году заявил, что Tesla семь лет подряд добивалась показателя равенства ЛГБТК в 100/100 по Индексу корпоративного равенства.
В июле 2020 года Илон Маск попал в заголовки газет, когда написал в Твиттере: «Местоимения отстой». Этот твит был истолкован газетой The Independent как пренебрежительное отношение к предпочтитаемым гендерным местоимениям и подвергся критике со стороны многих, в том числе правозащитной группы Human Rights Campaign и тогдашнего партнёра Маска Граймса. В более позднем твите Маск заявил, что «я абсолютно поддерживаю трансгендерных людей, но все эти местоимения — эстетический кошмар». В декабре 2022 года Илон Маск снова высмеял предпочтитаемые гендерные местоимения в твите: «Мои местоимения — Преследовать/Фаучи». Чарли Уорзел из журнала The Atlantic высказал мнение, что этот твит раскрыл Маска как ультраправого активиста.
Дочь Маска, Вивиан Дженна Уилсон, к июню 2022 года совершила трансгендерный переход и сменила имя, не желая больше ассоциироваться со своим отцом. В биографии Илона Маска от журналиста Уолтера Айзексона, опубликованной в сентябре 2023 года, утверждается, что его политические взгляды правого толка были «частично вызваны» трансгендерным переходом его дочери.
После поглощения Илоном Маском Твиттера в октябре 2022 на платформе повысилось количество постов с разжиганием ненависти к ЛГБТ-сообществу, за что Маск подвергся критике. В апреле 2023 года Твиттер незаметно отменил политику, запрещающую целенаправленный деднейминг и мисгендеринг трансгендерных пользователей. В июне 2023 года Илон Маск счёл слово «цисгендер» оскорбительным, заявив, что оно нарушает политику Твиттера. В январе 2024 года он также заявил, что цисгендерность является «гетерофобным» словом, несмотря на то, что оно не относится к гетеросексуальным людям.
В июне 2023 года скандальный документальный фильм «Кто такая женщина?» о проблемах трансгендерных людей, который изначально был помечен Твиттером как разжигающий ненависть, стал популярным после того, как Илон Маск лично раскрутил его и разместил в своём профиле. Глава отдела доверия и безопасности Твиттера подала в отставку после инцидента. Маск не согласился с тем, что гендерно-ориентированное здравоохранение для несовершеннолетних должно существовать, и заявил, что будет «активно лоббировать введение уголовной ответственности» за оказание таких услуг.
В 2024 году Илон Маск заявил, что калифорнийский закон, запрещающий учителям сообщать об изменении гендерной идентичности или сексуальной ориентации ребенка, стал «последней каплей» в принятии решения о переносе штаб-квартиры SpaceX и Twitter из Калифорнии в Техас.

### Право голоса
Маск поддерживает закон об идентификации избирателей.

## Наука и технологии

### Искусственный интеллект
Илон Маск часто говорил о потенциальных опасностях искусственного интеллекта (ИИ), объявляя его «самой серьёзной угрозой выживанию человеческой расы», сообщает газета The Guardian. В интервью 2014 года на симпозиуме, посвящённом столетию компании AeroAstro в Массачусетском технологическом институте, Маск назвал искусственный интеллект крупнейшей угрозой существованию человечества, заявив о своей вере в необходимость надзора со стороны регулирующих органов.
Илон Маск инвестировал в DeepMind, компанию, занимающуюся искусственным интеллектом, и Vicarious, компанию, работающую над улучшением искусственного интеллекта, и ранее был сопредседателем OpenAI в качестве соучредителя. Позже он раскритиковал компанию за то, что она для получения прибыли сделала программы с закрытым исходным кодом, и истолковал работу над чат-ботом ChatGPT как политическую предвзятость. В марте 2023 года он подписал открытое письмо, в котором призвал приостановить масштабные эксперименты с искусственным интеллектом, сославшись на серьёзные риски для общества. Президент Фонда информационных технологий и инноваций (ITIF) Роберт Д. Аткинсон утверждал, что заявление Маска и других о том, что ИИ является «крупнейшей экзистенциальной угрозой человечеству», является «не очень выигрышным сообщением, если вы хотите добиться финансирования ИИ от Конгресса в Национальном научном фонде».
В ноябре 2024 года, выступая на саммите по безопасности искусственного интеллекта в Лондоне, в котором приняли участие мировые лидеры и технические деятели, Илон Маск поблагодарил премьер-министра Риши Сунака за организацию мероприятия. При этом он повторил свои опасения по поводу того, что ИИ является «потенциально наиболее актуальным [экзистенциальным риском] на данный момент», в то же время ожидая, что он станет «намного умнее», чем люди.

### Пандемия COVID-19
Илон Маск подвергся критике за свои взгляды и действия, связанные с пандемией COVID-19. В начале 2020 года он назвал COVID-19 «специфической формой обычной простуды», заявил, что «паниковать из-за коронавируса глупо» и что «опасность паники всё ещё намного превышает опасность коронавируса, имхо. Если мы перерасходуем медицинские ресурсы на лечение коронавируса, это произойдёт за счёт лечения других заболеваний». Илон Маск также подвергся критике за то, что опубликовал в Твиттере противоречивые комментарии о болезни, в том числе о том, что «дети, по сути, обладают иммунитетом, но пожилые люди с существующими заболеваниями уязвимы», а также за предположения о том, что пандемия скоро закончится в соответствии с «текущими тенденциями». Кроме того, он продвигал статьи, в которых высказывалось предположение, что медицинские компании завышают число случаев заражения COVID-19, чтобы заработать больше денег.

### Википедия
В 2019 году Илон Маск назвал статью о себе в английской Википедии «безумной» и «военной зоной». В следующем году он призвал своих подписчиков в Твиттере «испортить» страницу, что привело к блокировке статьи. В апреле 2022 года он написал в Твиттере: «Говорят, историю пишут победители, но не в Википедии, если проигравшая сторона всё ещё жива и у неё много свободного времени!», ссылаясь на статью соучредителя Tesla Мартина Эберхарда. Маск отреагировал на то, что в декабре 2022 года Твиттер заблокировал запись в Википедии, заявив, что сайт «контролируется основными СМИ]», что делает его ненадёжным. В ответ Фонд Викимедиа изменил сообщение с призывом к пожертвованиям на «Википедия не продаётся», заявив, что «нет никаких опасений, что кто-то купит Википедию и превратит её в свою личную игровую площадку».
В октябре 2023 года Илон Маск раскритиковал Википедию как «иерархическую по своей сути» и «подверженную предвзятости редакторов более высокого ранга». В ответ на призыв о финансировании Википедии он предложил выделить 1 миллиард долларов, если Википедия изменит своё название на «Дикипедия (англ. Dickipedia)». В октябре 2024 года Маск заявил, что веб-сайт «контролируется крайне левыми активистами», не поощрял пожертвования и охарактеризовал онлайн-энциклопедию фразой «вирус воук».
В январе 2025 года Илон Маск призвал «лишить Википедию финансирования» и назвал это «устаревшей пропагандой в СМИ» в ответ на то, что его статья в Википедии была отредактирована, чтобы описать предполагаемое «нацистское приветствие», которое он отдал во время речи после инаугурации Дональда Трампа. Основатель Википедии Джимми Уэйлс в ответ сказал: «Если бы Илон хотел помочь, он бы поощрял к сотрудничеству добрых и вдумчивых интеллектуалов, с которыми он согласен». Газета Le Monde и AFP назвали Википедию «естественным противником Х».

## Международные отношения

### Боливия
В июле 2020 года Илон Маск написал в Твиттере, в ответ на сообщение пользователя, который предположил, что правительство США организовало государственный переворот (имея в виду политический кризис в Боливии в 2019 году) против Эво Моралеса, чтобы Маск получил литий из Боливии.

Мы свергнем любого, кого захотим! Смиритесь с этимОригинальный текст (англ.)We will coup whoever we want! Deal with it

Данный пост был позже удалён.

### Канада
27 января 2022 года Илон Маск написал в Твиттере «Канадские дальнобойщики рулят», поддержав акцию протеста «Канадский конвой», или, как его называли организаторы, «Конвой свободы». Маск активно писал в Твиттере в поддержку акции протеста, которая началась с осуждения требований о вакцинации от COVID-19 для водителей грузовиков, пересекающих канадско-американскую границу, но переросла в протест против ограничений, связанных с COVID-19 в целом.
В поддержку акции протеста Илон Маск написал в Твиттере 16 февраля 2022 года, а позже удалил мем, в котором премьер-министр Канады Джастин Трюдо сравнивался с Адольфом Гитлером. Правительство Трюдо недавно применило Закон о чрезвычайном положении, чтобы сократить финансирование акции протеста «Конвоя свободы», которая была основана и финансировалась на международном уровне ультраправыми активистами. Государственный музей Аушвиц-Биркенау обвинил Маска в использовании Холокоста, а Американский еврейский комитет попросил Маска извиниться

### Китай
Илон Маск высоко оценил экономические и климатические цели Китая и заявил, что у него тесные отношения с китайским правительством, что обеспечивает компании Tesla доступ к его рынкам. После того, как Гигафабрика 3 в Шанхае выпустила первую партию автомобилей, Маск поблагодарил китайское правительство и китайский народ, одновременно раскритиковав Соединённые Штаты Америки и их народ. В день столетия основания Коммунистической партии Китая Маск высоко оценил «экономическое процветание» государства. В 2022 году Илон Маск написал статью для China Cyberspace, официального издания Государственной канцелярии интернет-информации КНР, в которой выступал за переход к устойчивой и чистой энергетике. Его появление в публикации было описано веб-сайтом The Verge как противоречащее его выступлениям за свободу слова из-за введения организацией интернет-цензуры в Китае.
В беседе с двумя членами Конгресса США в июле 2023 года Илон Маск сказал, что выступает «в некотором роде за Китай». В 2024 году представитель США Роза Делауро заявила, что Илон Маск оказал давление на республиканцев в Палате представителей, чтобы те сняли ограничение на инвестиции в Китай из двухпартийного законопроекта о финансировании правительства. Маск ответил, что Делауро «ужасный человек», которого «нужно исключить из Конгресса».

### Германия
В 2023 году немецкие политики, включая Яна Филиппа Альбрехта, утверждали, что Илон Маск поддерживает правопопулистскую партию AfD, но Маск тогда отрицал какую-либо поддержку AfD. В декабре 2024 года Илон Маск написал в Твиттере: «Только AfD может спасти Германию». 28 декабря 2024 года Маск опубликовал статью в поддержку AfD в немецкой газете Welt am Sonntag.

### Палестино-израильский конфликт
В интервью на подкасте от 10 ноября 2023 года Илон Маск раскритиковал действия Израиля в секторе Газа во время Палестино-израильского конфликта, заявив, что ХАМАС «хотел совершить худшие зверства, которые только мог, чтобы спровоцировать максимально агрессивный ответ со стороны Израиля». Он добавил, что «если вы не собираетесь просто совершить геноцид, который, очевидно, никем не будет и не должен быть принят, то вы оставите в живых множество людей, которые впоследствии возненавидят Израиль».
17 ноября 2023 года Илон Маск объявил об изменении политики на платформе X, заявив, что пользователи, которые используют такие термины, как «деколонизация» и «от реки до моря», или подобные выражения, которые, по его словам, подразумевают одобрение геноцида еврейского народа в Израиле, будут заблокированы

### Вторжение России в Украину
После вторжения России в Украину в начале 2022 года Илон Маск опубликовал пост в социальных сетях, в котором говорилось: «Держитесь сильной Украины» и «мои соболезнования великому народу России, который этого не хочет», после чего президент Украины Владимир Зеленский поблагодарил Маска за «поддержку Украины словами и действиями». В другом посте, опубликованном в марте, Илон Маск вызвал президента России Владимира Путина на поединок.
В октябре 2022 года Илон Маск опубликовал в Твиттере противоречивое предложение, утверждая, что Украина должна навсегда уступить оккупированные территории (например, Крым) России и что Украина должна отказаться от заявки на вступление в НАТО. Предложение из четырёх частей, опубликованное в виде опроса, предполагало проведение новых референдумов под наблюдением Организации Объединённых Наций по вопросу аннексии оккупированных Россией территорий. Данное предложение одобрило российское правительство и осудил Зеленский как «пророссийское». При этом официальные лица отметили, что люди, которые были убиты или насильственно депортированы Россией, не смогут голосовать.
По словам специалиста по международным отношениям Фионы Хилл, Илон Маск, похоже, «передавал послание» от Владимира Путина. В интервью Politico изданию она сказала, что предложение Маска о том, чтобы провести переговоры о Херсоне и Запорожье и обеспечить водоснабжение Крыма, было «настолько конкретным, что это явно послание от Путина». Ранее Илон Маск высказывал аналогичное предположение на сентябрьском мероприятии в Аспене, штат Колорадо. Хилл сказала изданию Politico: «Путин играет на самолюбии важных людей, даёт им понять, что они могут играть определённую роль, хотя на самом деле они просто прямо передают сообщений от Владимира Путина».
В электронном информационном бюллетене Иэн Бреммер, глава консалтинговой компании по политическим рискам Eurasia Group, сообщил, что Илон Маск рассказал ему, что разговаривал напрямую с Путиным, что Маск опроверг в своём ответе в Твиттере и написал, что разговаривал с Путиным всего один раз за 18 месяцев до этого, на тему, связанную с космосом. Позже Бреммер написал в Твиттере, что двумя неделями ранее Маск рассказал ему о разговоре с Путиным. Пресс-секретарь Кремля Дмитрий Песков назвал это «неправдой», заявив, что Маск и Путин общались всего около полутора лет назад. В 2024 году газета The Wall Street Journal сообщила, что Илон Маск и Владимир Путин регулярно общались с 2022 года. Песков вновь заявил, что у Маска и Путина был только один телефонный разговор, в ходе которого они обсуждали «космос, а также текущие и будущие технологии».
С момента вторжения России в начале 2022 года Украина зависела от спутниковой системы Илона Маска Starlink для связи. В 2023 году Украина обратилась к Маску с просьбой разрешить связь Starlink с Крымом для использования в контратаке против российского флота в Севастополе, откуда в сторону Украины были запущены ракеты и беспилотники. Илон Маск отклонил просьбу, выразив обеспокоенность по поводу эскалации конфликта. Позиция Маска подверглась критике в Украине из-за того влияния, которое она оказала на их стратегию ведения боя. Газета The New York Times подчеркнула, что действия Маска напрямую повлияли на попытки Украины защититься и вернуть свою территорию.
Илон Маск неоднократно выражал обеспокоенность тем, что затяжная война между Россией и Украиной может привести к применению ядерного оружия и развязыванию Третьей мировой войны.
В октябре 2023 года Илон Маск использовал мем на платформе X, чтобы высмеять президента Украины Владимира Зеленского и американскую помощь, направляемую в Украину. «Итак, ты купил социальную сеть, чтобы запугивать людей, которые умирают из-за любви к свободе», — написал в ответ украинский стендап-комик Антон Тимошенко.

### Тайвань
В октябре 2022 года Илон Маск предложил Тайваню и Китаю «договориться о создании специального административного района», который, по его мнению, мог бы быть «более мягким, чем Гонконг», в качестве потенциального решения проблемы отношений по обе стороны пролива. Это предложение вызвало межпартийную критику со стороны тайваньских законодателей. Ван Тин-ю из Демократической прогрессивной партии написал в Facebook, что «решение Маска полностью основано на уступках жертвам». Чэнь Ши-Чжун прокомментировал так: «Илон Маск добился революционных перемен с помощью Tesla и SpaceX, даже помог Украине противостоять российской диктатуре с помощью Starlink», и «я призываю Илона придерживаться тех же демократических ценностей в отношении Тайваня». Посол Китая в США Цинь Ган поблагодарил Маска за его предложение, добавив, что «при условии, что суверенитет, безопасность и интересы развития Китая будут гарантированы, после воссоединения Тайвань получит высокую степень автономии в качестве особого административного района и обширное пространство для развития». Представитель Тайваня в США Сьяу Бикхим заявила, что «наша свобода и демократия не продаются».
В мае 2023 года, когда Илона Маска спросили, обеспокоен ли он тем, что Китай может попытаться установить контроль над Тайванем, он отметил, что «Официальная политика Китая заключается в том, что Тайвань должен быть интегрирован… Не нужно читать между строк. Можно просто прочитать строки. В этой ситуации есть определённая неизбежность». Министр иностранных дел Тайваня Джозеф Ву в ответ написал в Твиттере Маску:

Экспансионистская политика Китая нарушает международный порядок, основанный на правилах, и статус-кво. Мистер @ElonMusk, помимо денег, есть ещё кое-что, что мы называем ЦЕННОСТЯМИ.Оригинальный текст (англ.)Expansionist policy violates rules-based international order & the status quo. Mr. @ElonMusk, other than money, there is something we call VALUES.

После интервью газета China Daily опубликовала статью с заголовком «Илон Маск: Тайвань должен быть интегрирован». В сентябре 2023 года на саммите All-In в Лос-Анджелесе Маск вновь заявил, что Тайвань является частью Китая, сравнив его с Гавайями. Он снова повергся серьёзной критике со стороны Тайваня, а министр иностранных дел Ву написал в Твиттере, что Тайвань не продаётся, и добавил: «Надеюсь, Илон Маск также может попросить КПК открыть X для своего народа. Возможно, он считает, что запретить это — хорошая политика, как отключить Starlink, чтобы помешать ответному удару Украины по России». Конгрессмены США Энди Оглз и Рэнди Вебер опубликовали открытое письмо, в котором подвергли критике интерпретацию истории Маска и его связь с КПК.

### Великобритания
В августе 2024 года, после того как премьер-министр Великобритании Кир Стармер заявил, что «крупные компании, управляющие социальными сетями, и управляющие ими», способствуют беспорядкам, происходящим в стране, Илон Маск раскритиковал его за то, что он не осудил всех участников беспорядков, а обвинил только ультраправых. Маск также отреагировал на твит, в котором говорилось, что беспорядки были вызваны «массовой миграцией и открытыми границами». Официальный представитель Стармера осудил его комментарии. Позже Илон Маск раскритиковал Стармера за то, что тот назвал «двухуровневой» полицейской системой, которая не защищает всех граждан в Соединённом Королевстве, и впоследствии поделился теорией заговора о том, что правительство Стармера планирует построить лагеря для задержанных на Фолклендских островах, чтобы держать в заключении правых. В ответ Стармер заявил, что его внимание сосредоточено на безопасности граждан и важности поддержки сотрудников полиции.
В декабре 2024 года газета The Times сообщила, что Илон Маск планировал пожертвовать 100 миллионов долларов правой партии Найджела Фараджа «Реформировать Соединённое Королевство» в преддверии следующих выборов в Великобритании и, возможно, направит средства через британское отделение X, чтобы обойти законы о пожертвованиях. В следующем месяце Маск призвал к проведению новых выборов в Великобритании, заявив, что «только реформы могут спасти Великобританию». Илон Маск призвал освободить из тюрьмы ультраправого активиста Томми Робинсона и поддерживает отставку Найджела Фараджа с поста лидера «Реформировать Соединённое Королевство», считая, что у него «нет того, что нужно».
В январе 2025 года, после того, как Кеми Баденох призвала провести национальное расследование по факту групповой сексуальной эксплуатации детей, Маск предположил, что Филлипс пытался оградить Стармера от обвинений, поскольку он возглавлял Королевскую прокурорскую службу, когда совершалось вышеописанное преступление. Комментарии Маска подверглись критике, а в защиту Филлипса выступила группа жертв гендерного насилия, в том числе трое выживших после скандала с сексуальной эксплуатацией детей в Телфорде, а также министр здравоохранения Уэс Стритинг и Кир Стармер, которые заявили, что политики и активисты «распространяют ложь и дезинформацию» о преступных бандах, специализирующихся на эксплуатации детей. Филлипс заявила, что Маск распространял «дезинформацию», которая подвергала её опасности. Маск также предположил, что Стармер был «замешан» в групповой сексуальной эксплуатации детей. Стармер сказал, что политики, выступающие за повторное национальное расследование, «усиливают» ультраправых, и что те, кто «распространяет дезинформацию, не заинтересованы в жертвах».

## Конспирологические теории
В ноябре 2022 года Илон Маск поделился информацией с праворадикального сайта фейковых новостей, который продвигал теорию заговора о нападении на Пола Пелоси. В следующем году, после массовой стрельбы в аутлет-центре в Аллене, штат Техас, Маск безосновательно попытался поставить под сомнение собранные журналистами доказательства политических убеждений стрелка, назвав это событие «псиопом». Маск ещё больше отрицал доказательства того, что стрелявший был сторонником превосходства белой расы, в интервью с каналом CNBC 10 дней спустя. Маск также опубликовал твит, пропагандирующий антисемитскую теорию заговора об адренохроме, часто упоминаемую как часть теории заговора QAnon.
В ноябре 2023 года Илон Маск опубликовал твит, в котором содержалась ссылка на антисемитскую теорию заговора о том, что «орды меньшинств» проникают в западные страны и что евреи разжигают ненависть к белым людям. Белый дом осудил твит Маска и назвал «неприемлемым». Он также поделился мемом, пропагандирующим широко дискредитированную ультраправую теорию заговора «Пиццагейт». Через несколько часов Маск удалил этот твит.

## Экономика и налоги

### Налогообложение
В 2021 году Илон Маск выступил против предложенного налога на имущество, но сказал, что в целом он поддерживает налоги на недвижимость. В 2024 году Илон Маск назвал предложение британского правительства повысить налоги на недвижимость на фермах стоимостью более миллиона фунтов стерлингов «полным бредом Сталина».
Также Маск выступает против доверительного рентного траста с нераспределяемой прибылью.

### Короткие продажи
Маск, давний противник коротких продаж, неоднократно критиковал эту практику и утверждал, что она должна быть незаконной. Он общался с критиками коротких продаж через социальные сети и использовал товары Tesla как средство насмешки над теми, кто продаёт акции Tesla через короткие продажи. В более радостные моменты Илон Маск открыто шутил с известным продавцом через короткие продажи Дэвидом Эйнхорном, используя каламбуры со словом «короткий», и договорился о продаже памятных коротких шорт на веб-сайте Tesla за 69,42 доллара.

### Субсидии
Насчёт субсидирования возобновляемых источников энергии Илон Маск заявил, что, по его мнению, правительство США должно использовать налог на выбросы углекислого газа, чтобы компенсировать негативные последствия изменения климата. Маск также добавил, что свободный рынок был бы лучшим решением, и что производство экологически чистых транспортных средств должно иметь свои последствия. Илон Маск выступал против финансирования зарядных станций в рамках Закона об инвестициях в инфраструктуру и создании рабочих мест, утверждая, что субсидии на нефть и газ также должны быть отменены. Сенатор штата Вермонт Берни Сандерс обвинил Маска в лицемерии из-за того, что он получил «миллиарды на корпоративное благосостояние», прежде чем выступить против пакета стимулирующих мер стоимостью 2 трлн долларов, который включал положения для конкретных компаний и заинтересованных групп.

## Философия и религия

### Натализм
Илон Маск придерживается убеждённых пронаталистских взглядов; газета The Guardian охарактеризовала Маска как «самого известного в мире пронаталиста». Выступая на заседании Совета директоров The Wall Street Journal в 2021 году, он заявил, что снижение рождаемости и, как следствие, сокращение численности населения является одним из самых больших рисков для человеческой цивилизации. В 2022 году Маск утверждал, что депопуляция из-за низкого уровня рождаемости представляет бо́льшую опасность для цивилизации, чем глобальное потепление, его взгляды на демографический коллапс были оспорены демографами.
Илон Маск заявил, что снижение рождаемости представляет угрозу существованию человечества, и пожертвовал десять миллионов долларов Техасскому университету в Остине на дальнейшие исследования потенциальных рисков. Он также утверждал, что «умные» люди, в частности, не заводят детей, и эта точка зрения была подвергнута критике как слишком близкая к евгенике. Илон Маск назвал Камалу Харрис «сторонницей вымирания» из-за комментариев о том, что молодые люди беспокоятся о том, чтобы завести детей из-за изменения климата.

### Религия
В начале 2010-х годов, когда Илона Маска спросили, может ли наука сосуществовать с религией, он ответил: «Вероятно, нет», а позже осудил план создания религии, основанной на поклонении искусственно созданному «Божеству». К 2023 году Маск заявил, что считает себя «желанным евреем», и отметил влияние, которое оказало на него посещение еврейского дошкольного учреждения. В следующем году он написал в Твиттере о христианстве, заявив, что он верит в принципы христианства, такие как «возлюби ближнего своего, как самого себя» и «подставь другую щеку». Илон Маск также принял участие в двухчасовой беседе с Джорданом Питерсоном, в ходе которой обсуждались различные темы, в том числе роль христианства в его жизни. Во время интервью Маск назвал себя «культурным христианином» и заявил, что «твёрдо верит в принципы христианства».